# あなたは今忠実ね
アリア『あなたは今忠実ね』（あなたはいま ちゅうじつね、伊：Voi avete un cor fedele ）K.217は、ヴォルフガング・アマデウス・モーツァルトが作曲したソプラノと管弦楽のためのアリア。『あなたの心は、今は私に』などとも訳される。

## 概要
1775年（1776年とも）10月26日にザルツブルクで作曲されたアリアであるが、作曲の経緯に関しては不明な点が多く、カルロ・ゴルドーニの台本、バルダッサーレ・ガルッピ作曲のオペラ「ドリーナの結婚」第1幕の第4場のための挿入曲として作られたことしか分かっておらず、誰のためにこのオペラを書き替えたのかは全くわかっていない。それ故、作詞者も不明である。
男を手玉に取ってしまいそうな愛らしくも強い女性の心が歌われているが、それは後のオペラ「フィガロの結婚」のスザンナや「ドン・ジョヴァンニ」のツェルリーナといった、モーツァルトのオペラに登場するあしらい上手の侍女役を先取りにしたかのようである。

## 編成
ソプラノ独唱、オーボエ2、ホルン2、ヴァイオリン2部、ヴィオラ2部、チェロ、通奏低音

## 構成
アンダンテ・グラツィオーソ、4分の3拍子の部分と、アレグロ、4分の4拍子によるコロラトゥーラの部分が交互に3回現れる形で書かれている。